# 卡坦：世界探险家
《卡坦：世界探险家》是即将推出的增强现实手机游戏，由Niantic开发，改编自图版游戏《卡坦岛》。

## 玩法
据官方网站称，玩家将分成不同队伍，全力争夺“胜利点数”。宣传称，玩家收集资源（砖块、木材、谷物、矿石和羊毛）开发定居点和道路，并在赛季中进行本地和全球规模的比拼。如同Niantic之前的增强现实游戏（《Ingress》《精靈寶可夢GO》等），游戏地图现实世界地标为基础，玩家收集地图中的游戏资源。

## 开发
2019年10月下半月，《卡坦岛》发行商在德国埃森召开的SPIEL 2019上宣布，公司正开发一款“大型多人实地制游戏”。随后宣传网站上线，有兴趣者可预注册游戏。Niantic在随后的媒体询问中，证实自己参与了这款游戏的开发过程，并指出这款即将发行的游戏是在其“现实世界平台”上开发的。